# História dos Estados Unidos (1754–1783)
A história dos Estados Unidos da América entre 1754 e 1783 caracteriza-se pelo início da deterioração das relações políticas entre as Treze Colônias britânicas na América do Norte e a sua metrópole, que levou ao início à luta pela independência por parte das Treze Colônias. A principal razão foi a presença política e econômica, forçada, cada vez maior do governo britânico dentro das Treze Colônias.
A luta foi de início, pacífica. Porém, as crescentes tensões entre as Treze Colônias e o Reino Unido levaram ao início da Revolução Americana de 1776, em 19 de abril de 1775. As Treze Colônias declararam oficialmente sua independência em 4 de julho de 1776. A guerra pela independência estendeu-se até 1783, quando as Treze Colônias americanas, com ajuda militar e financeira da França e da Espanha, derrotaram definitivamente os britânicos.

## Unificação das colônias britânicas
Embora cada uma das colônias britânicas fosse muito diferente das outras, ao longo do século XVII e do século XVIII, diversos eventos e tendências ocorreram, que fizeram com que estas colônias se unissem em diferentes maneiras, e em diferentes degraus. Alguns destes tiveram início graças às raízes comuns das colônias, partes do Império Britânico, enquanto que outros eventos distanciavam as colônias do Reino Unido, e eventualmente levariam ao início da Revolução Americana de 1776, em 1775.
Em 1754, estas tendências foram discutidas no Congresso de Albany, onde Benjamin Franklin propôs que as colônias fossem unificadas por um Grande Conselho, que administraria uma política comum da defesa, expansão e assuntos indígenas dentro das Treze Colônias. Enquanto que o plano foi rejeitado pelo Legislativo de diversas das Treze Colônias e pelo Rei Jorge II da Inglaterra, o plano foi uma indicação que as colônias britânicas na América do Norte estavam indo em direção à unificação.

### O Grande Despertar
Um evento que começou a unificar a religiosidade das Treze Colônias foi o Grande Despertar, um movimento de restauração do protestantismo, ou, na linguagem teológica, um avivamento. Ocorreu nas décadas de 1730 e 1740. O movimento iniciou-se com o pastor Jonathan Edwards, de Massachusetts, que desejava o retorno das raízes calvinistas dos peregrinos, e reacordar o medo de Deus. Um dos sermões mais conhecidos de Edwards é Pecadores nas Mãos de um Deus Irado. Vários outros pregadores continuaram o movimento inglês. Entre eles estão George Whitefield, que viajava ao longo das colônias, discussando suas idéias através de um estilo dramático e emocional e os irmãos John e Charles Wesley.
As pessoas que foram atraídas pelas mensagens de Whitefield, e de outros pregadores que adotavam as idéias de Edwards e Whitefield, chamavam-se a si mesmos de "Novas Luzes", chamando as pessoas que decidiam em não juntar-se ao movimento de "Velhas Luzes". Uma manifestação do conflito entre ambos os lados foi o estabelecimento de um número de universidades, atualmente a Ivy League, incluindo a Faculdade Kings (atual Universidade de Columbia, Nova Iorque), e a Universidade de Princeton. O Grande Despertamento foi talvez o primeiro evento verdadeiramente "americano", e assim, representou ao menos um pequeno passo rumo à unificação das colônias.
O Grande Despertar também pode ser interpretado como a última grande expressão de ideais religiosos, ideais que causaram a fundação das colônias da Nova Inglaterra. A religiosidade entre a população americana havia caído por décadas, em parte por causa da publicidade negativa resultante dos julgamentos das Bruxas de Salém. Após o Grande Despertar, a religiosidade americana passou a cair gradualmente, embora depois viesse a crescer temporiaramente -em especial durante o Segundo Grande Despertar. Os próximos oitenta anos da história das Treze Colônias e dos Estados Unidos seriam marcados pelo secularismo, embora o Estados Unidos continuassem por muitos anos uma nação profundamente religiosa, e mesmo em tempos atuais, diversas regiões do país são profundamente influenciadas pela religião. Até hoje os escritos dos pregadores do período do Grande Despertamento são apreciados por evangélicos modernos.

### A Guerra Franco-Indígena

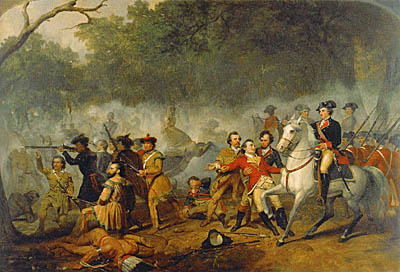
George Washington liderando tropas durante a Guerra Franco-Indígena (1754-1763).

A Guerra Franco-Indígena (1754-1763) é considerada uma extensão da Guerra dos Sete Anos, no continente americano. A Guerra Franco-Indígena, porém, teve início dois anos antes do início das primeiras batalhas da Guerra dos Sete Anos na Europa. A guerra na Europa foi motivada primariamente pela reivindicação da Áustria por territórios perdidos à Prússia durante a Guerra da Sucessão Austríaca (1740-1748). Esta última guerra também estendeu-se às Treze Colônias, onde foram conhecidas como Guerra do Rei Jorge, em referência ao Rei Jorge III do Reino Unido.
A Guerra Franco-Indígena foi assim chamada por causa da confederação iroquesa, que esteve jogando os britânicos e os franceses na América do Norte uns contra os outros, com sucesso, por décadas a fio. Na Guerra Franco-Indígena, os iroqueses, notando a superioridade militar dos britânicos, aliaram-se com os franceses. Porém, mesmo assim, os franceses foram derrotados, e sob os termos do Tratado de Paris, a França cedia todos seus territórios na América do Norte, com exceção dos territórios a oeste do Rio Mississippi e New Orleans, que passaram ao controle espanhol. O atual estado americano de Vermont, bem como o norte do atual estado de Maine, eram parte antes das colônias francesas na América do Norte, conhecidas como Nova França.
A Guerra Franco-Indígena mudou culturalmente os colonos das Treze Colônias quando William Pitt, o Velho havia decidido que a guerra contra a França e suas colônias precisava ser vencida a todo custo. Pela primeira vez, a América do Norte foi um dos primeiros palcos do que pode ser chamado de uma guerra mundial. Durante a guerra, a identidade cultural das Treze Colônias como parte do Império Britânico chegara ao máximo, ao menos, na aparência, à medida que a presença e a influência de militares e oficiais civis britânicos nas Treze Colônias aumentava. A Guerra Franco-Indígena também aumentou a união americana, por diversas razões. A guerra fez com que homens, que normalmente nunca teriam deixado suas colônias, viajassem através do continente, lutando ao lado de homens decididamente diferentes, e, mesmo assim, americanos. Ao longo da guerra, oficiais britânicos treinaram oficiais americanos - notavelmente, George Washington - para a batalha. Este treinamento beneficiaria os americanos na revolução que iniciaria-se em 1775. Além disso, os governos das diferentes colônias precisaram trabalhar juntos intensamente, fortalecendo a cooperação entre elas.
Os britânicos e os colonos americanos, após o fim da guerra, haviam triunfado em conjunto sobre um inimigo comum. A lealdade das Treze Colônias à metrópole era mais forte do que nunca. Porém, as sementes da deslealdade das Treze Colônias em relação ao Reino Unido já haviam sido plantadas. O Primeiro-Ministro do Reino Unido, William Pitt, o Velho, decidira realizar a Guerra Franco-Indígena com fundos econômicos britânicos e colonos americanos como soldados. Esta estratégia foi bem sucedida durante a guerra, mas após o fim desta, cada lado acreditava que havia sofrido mais do que o outro. A guerra causou grande endivididamento do governo britânico, fato que acabou gerando crises econômicas e o aumento dos impostos no Reino Unido durante a guerra. A população do Reino Unido, que era após o fim da guerra o país com as maiores taxas de impostos da Europa, disseram ao parlamento britânico que suas colônias na América do Norte pouco pagavam impostos aos cofres britânicos. Por sua vez, os colonos americanos disseram que seus filhos haviam morrido em uma guerra que servia mais a interesses europeus do que aos interesses dos próprios colonos. Os britânicos responderam que a baixa disciplina dos colonos americanos faziam-nos soldados inferiores. A disputa seria resolvida através de uma cadeia de eventos que eventualmente causariam o início da Revolução Americana de 1776.

## Laços ao Império Britânico
Embora as Treze Colônias fossem muito diferentes uma das outras, estas colônias ainda faziam parte do Império Britânico, não apenas em relação ao nome.
Socialmente, a elite colonial de Boston, Nova Iorque, Charleston e Filadélfia associavam sua identidade como britânica[carece de fontes?]. Embora muitos membros da elite nunca pisaram no Reino Unido, os membros da elite destas cidades imitavam estilos de vestimenta, dança e etiqueta. A elite construía suas mansões segundo os padrões da Arquitetura Georgiana, copiava os desenhos de móveis e furnitura de Thomas Chippendale, e participavam de muitas tendências intelectuais da Europa, tais como o Iluminismo. Para muito de seus habitantes, as cidades portuárias das Treze Colônias eram verdadeiras cidades britânicas.[carece de fontes?]
Muitas das estruturas políticas das Treze Colônias estavam baseadas em diversas tradições políticas inglesas, mais notavelmente, as tradições Whig e Commonwealthmen. Muitos colonos americanos à época viam os sistemas coloniais de governo como modelados na Constituição do Reino Unido da época - com o Rei correspondendo ao governador, a Casa dos Comuns à Assembléia Colonial e a Casa dos Lordes ao Conselho do Governador. Os códigos de lei das colônias eram muitas vezes simplesmente copiadas de leis britânicas; por isto mesmo, o sistema de common law sobrevive até hoje nos Estados Unidos da América. Eventualmente, foi uma disputa sobre o significado de alguns destes ideais políticos, especialmente representação política, que levou à Revolução Americana de 1776.
Outro ponto que as colônias tinham mais em comum do que diferente era a importação de produtos britânicos. A economia britânica começara a crescer rapidamente ao final do século XVII, e em meados do século XVIII, as fábricas do Reino Unido estavam produzindo muito mais do que a nação poderia consumir. Vendo as Treze Colônias como um mercado em potencial para seus produtos, o Reino Unido aumentou suas exportações às Treze Colônias em 360%, entre 1740 e 1770[carece de fontes?]. Devido ao fato de os comerciantes britânicos oferecerem créditos generosos aos seus clientes, os colonos americanos passaram a comprar quantidades cada vez maiores de produtos britânicos. Desde a Nova Zelândia até a Geórgia, todas as colônias do Reino Unido compravam produtos similares, assim criando uma espécie de identidade britânica comum.

## Da união à revolução
Até o fim da Guerra Franco-Indígena, o Reino Unido anteriormente preocupava-se primariamente com assuntos dentro da Europa, e deixava as colônias a se auto-governar. A Guerra Franco-Indígena, porém, criou sérios problemas para os britânicos. Após a guerra, primeiramente, o território controlado pelo Reino Unido na América do Norte mais do que duplicou, significando gastos extras com tropas para a defesa destes novos territórios. Além disso, o Reino Unido gastara muito dinheiro durante a Guerra dos Sete Anos em geral, criando sérios problemas econômicos, como um aumento de 100% na dívida nacional. Para resolver estes problemas, o governo do Reino Unido passou a aprovar uma série de atos e medidas que restringiam a liberdade dos colonos americanos ou criavam novos impostos. Com o fim da guerra, a aprovação desta série de atos e medidas foi a principal responsável pela deterioração entre as relações anglo-americanas ao longo dos próximos treze anos, o que culminou na guerra pela independência, em 1775.

### Crescentes atritos
Um sentimento geral de desigualdade logo surgiu entre os colonos americanos, tendo sido solidificada pela Proclamação Real de 1763, instituída pelo Reino Unido logo após o fim da Guerra Franco-Indígena. A Proclamação proibia o assentamento de terras a oeste da Cadeia dos Apalaches, região que fora anteriormente capturada dos franceses. O governo britânico assim visando instituir boas relações entre os britânicos e os indígenas. Segundo este tratado, terras a oeste dos Apalaches poderiam ser colonizadas somente após tratados pacíficos serem feitos com os indígenas locais. Estes já haviam então perdido muito de seu território aos colonos americanos, e imediatamente tornaram-se aliados dos britânicos.
Ainda em 1763, o Parlamento britânico aprovou uma medida que autorizava o estacionamento de tropas britânicas nas Treze Colônias. Dois anos depois, o Quartering Act foi aprovado. Este ato do governo britânico obrigava os colonos americanos a construírem quartéis-generais e fornecerem os suprimentos necessários para as tropas britânicas em toda a América do Norte.
O Rei Jorge acreditava que os colonos americanos deveriam passar a obedecer as regulações de comércio anteriormente instituídas pelo governo britânico, e até então quase sempre desrespeitadas pelos americanos. Além disso, o Rei Jorge acreditava também que os colonos americanos deveriam pagar taxas similares ou iguais de impostos ao governo americano aos que os habitantes da Inglaterra ou da Escócia pagavam. Com isto, o Ato do Açúcar foi aprovado em 1764, que reduzia os impostos cobrados ao caldo de cana trazido de outras regiões do Império Britânico - medida que foi considerado um golpe baixo por muitos comerciantes americanos, e que visava beneficiar apenas companhias britânicas.
Em 1765, o Ato do Selo foi aprovado. O Ato do Selo estendia às Treze Colônias um imposto cobrado tradicionalmente no Reino Unido, na impressão de selos, jornais, documentos e outras formas de material impresso.
As novas medidas tomadas pelo governo britânico passaram a revoltar muitos colonos americanos. Estes alegaram que o governo britânico não tinha o direito de restringir a liberdade de locomoção e fixação, ou de restringir sua liberdade em qualquer outro assunto. Os colonos americanos ressentiram a Proclamação Real de 1763, por exemplo, acreditando que era desnecessária e draconiana, e que era mais uma peça de legislação improdutiva aprovada por um distante governo que pouco importava-se por suas necessidades. Os colonos americanos eram contra qualquer impostos taxados pelo Reino Unido nas Treze Colônias. Isto porque nenhuma das Treze Colônias possuía representação no Parlamento do Reino Unido. Gritos de guerra como No taxation without representation (Não aos impostos sem representação) e Taxation without representation is tiranny (Impostos sem representação é tirania) tornaram-se comuns.
Para protestar contra estas novas medidas, os colonos americanos passaram a organizar um boicote de produtos britânicos. Colonos americanos mais extremistas juntaram-se a grupos que passaram a ameaçar a usar violência para prevenir o enforçamento destas leis, como o grupo Sons of Liberty. O boicote da população americana alarmou o governo britânico. Esta cancelou o Ato do Selo em 1766, o que levou a um curto período de tempo onde as relações anglo-americanas melhoraram. Ao cancelar o Ato do Selo, porém, o governo britânico declarou publicamente que ainda dava-se ao direito de criar novas leis para as Treze Colônias, e que a anulação do Ato do Selo em nada alterava esta política.
O período de boas relações anglo-americanas durou apenas um ano. Em 1767, o Reino Unido aprovou as Tarifas Townshend, ou Atos de Townshend, que criavam impostos a serem cobrados em chumbo, tinta, papel e chá. Estes atos novamente trouxeram grande revolta e descontentamento entre a população americana. À medida que as tensões entre as Treze Colônias e o Reino Unido aumentavam, o governo britânico decidiu enviar mais tropas, que passaram a ocupar Nova Iorque e Boston. A presença destas tropas nestas cidades aumentou ainda mais o descontentamento da população americana - especialmente a população destas cidades. Em 5 de março de 1770, um grupo de colonos americanos passaram a assediar um grupo de soldados britânicos. Estes acabaram reagindo, matando cinco pessoas e ferindo três, em um episódio conhecido como Massacre de Boston. O acontecimento causou ampla revolta entre a população americana.

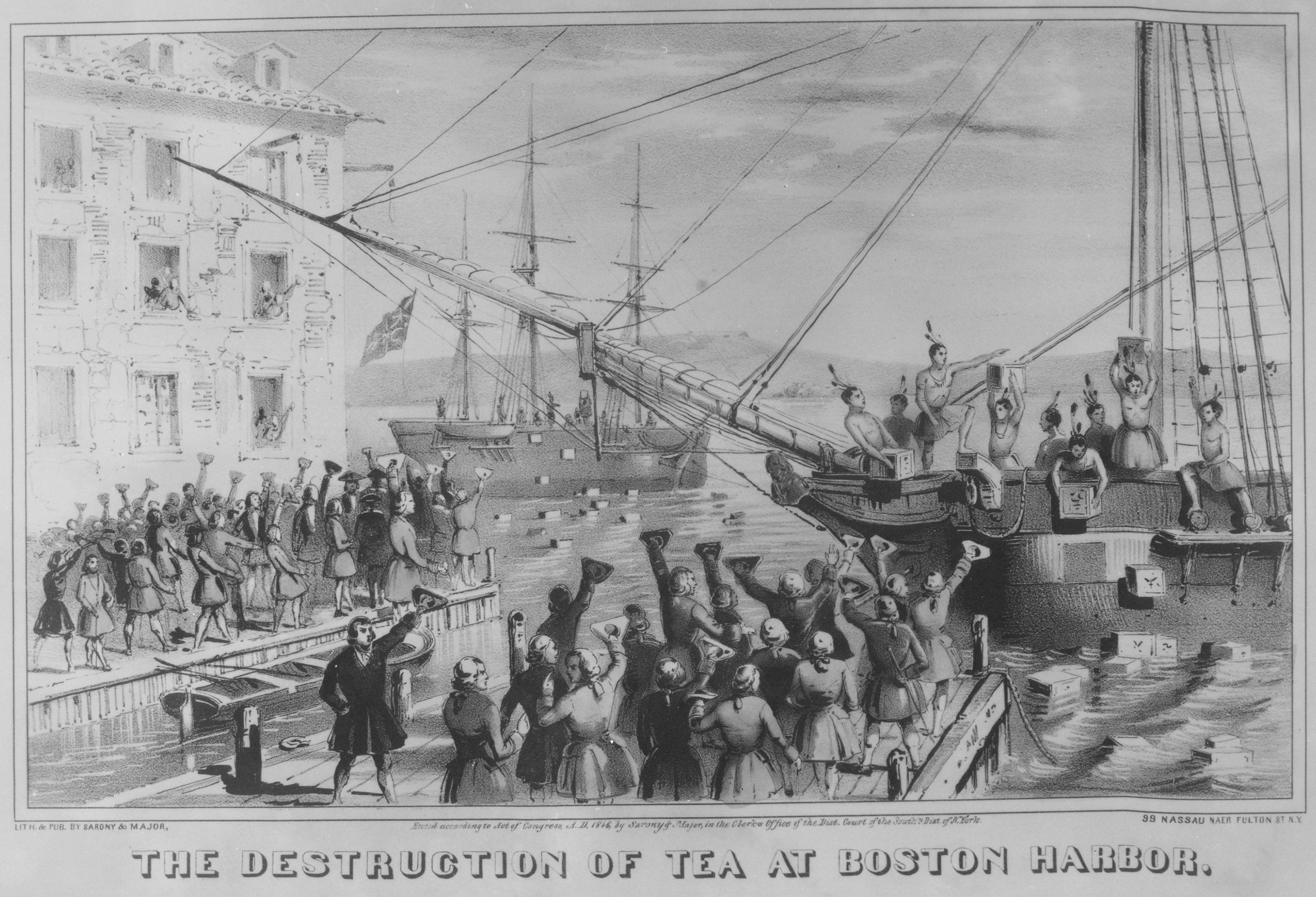
A Boston Tea Party, 1773

Os britânicos decidiram anular os Atos de Townsend, com exceção dos impostos cobrados ao chá produzido nas Treze Colônias. Em 1773, o governo britânico decidiu diminuir os impostos cobrados ao chá importado às Treze Colônias pela Companhia Britânica das Índias Orientais, uma companhia britânica. Estes gestos do governo britânico foram interpretados como uma ofensa por parte dos colonos americanos, uma vez que afirmavam o direito por parte do Reino Unido em cobrar impostos às Treze Colônias, e davam à Companhia das Índias Orientais vantagem sobre estabelecimentos comerciais da região. Toda a população dos Estados Unidos juntou-se em um boicote geral contra o chá britânico. Todos os portos americanos simplesmente rejeitavam os navios transportando o chá britânico. Porém, o governador da colônia de Massachusetts decidiu permitir a entrada do chá britânico na colônia, e enviou soldados ao porto de Boston para forçar a recepção da carga do chá. Em 16 de dezembro de 1773, um grupo de colonos americanos, vestidos como nativos americanos, forçaram entrada nos navios da Companhia das Índias Orientais, e despejaram toda a carga de chá britânico no mar, em um episódio conhecido como Festa do Chá de Boston.
O governo britânico ficou furioso quando soube da Festa do Chá. Em um conjunto de medidas chamadas de Atos Intoleráveis, aprovado em 1774, o governo britânico mandava o fechamento do porto de Boston, davam poderes extras ao governador de Massachusetts, e obrigavam aos colonos americanos a abrigar e alimentar soldados britânicos. Além disso, em outro ato, o Ato de Quebec, o Reino Unido expandia a colônia britânica de Quebec em direção ao sul, incorporando território americano ao norte do Rio Ohio. Devido à grande população francófona do Quebec, os colonos americanos também ressentiram esta medida.

## Guerra pela independência

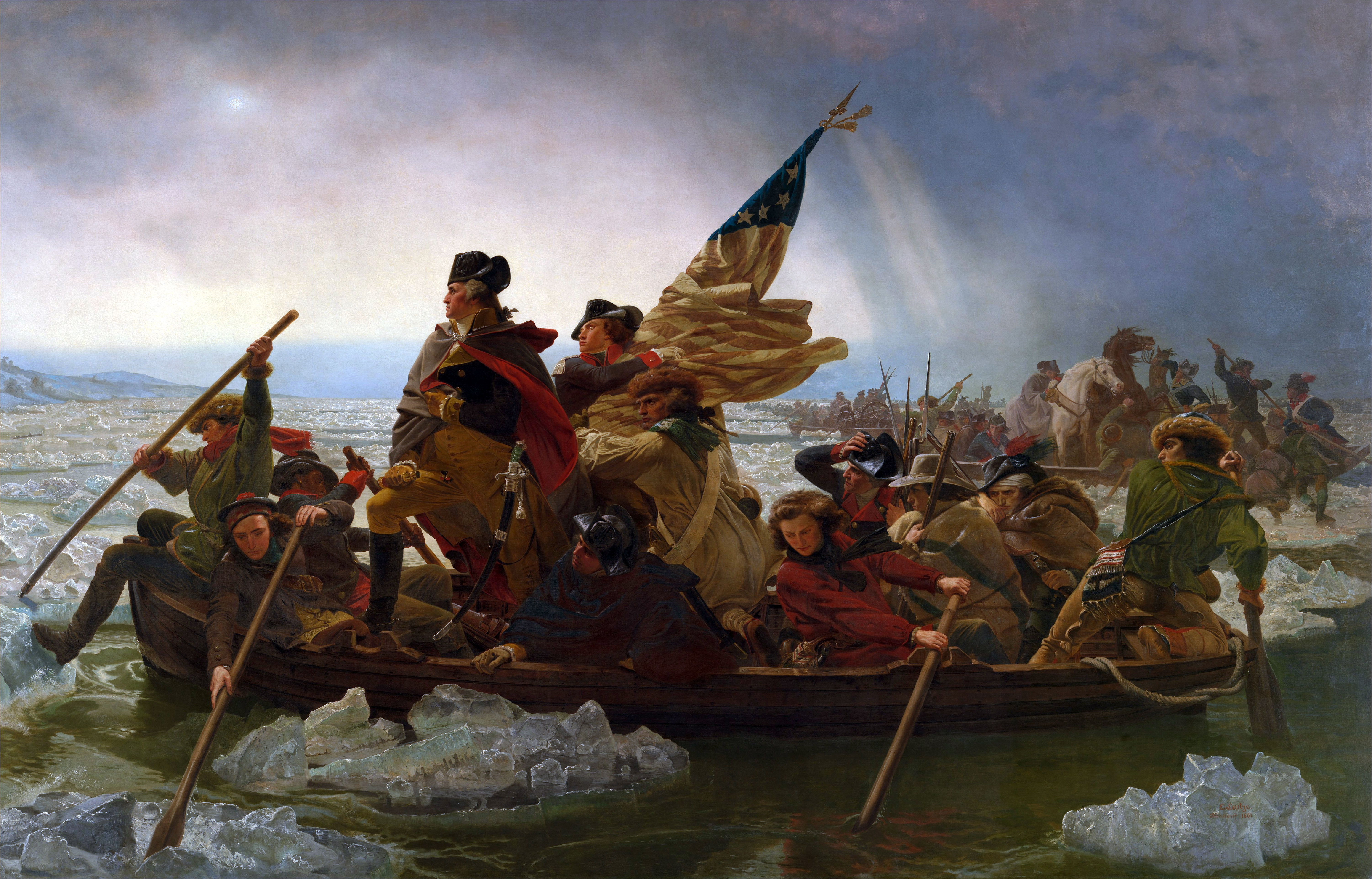
Washington cruza o rio Delaware em 1776, pintura de Emanuel Leutze (1816 - 1868).

O Ato de Quebec e especialmente os Atos Intoleráveis revoltaram a populalação de todas as Treze Colônias. Em 5 de setembro de 1774, representantes de todas as colônias americanas com exceção da Geórgia juntaram-se no Primeiro Congresso Continental. Estes representantes ainda possuíam esperanças em melhores relações anglo-americanas, e tentaram negociar um acordo com os britânicos - inclusive tendo jurado lealdade ao Reino Unido - mas ao mesmo tempo, promovendo um fim total às relações comerciais anglo-americanas até que a situação fosse resolvida. O governo britânico, porém, recusou-se a ouvir estes representantes, e afirmou que existiriam apenas duas possibilidades para as Treze Colônias: natural subjugação ou derrota militar.
Em 19 de abril de 1775, tropas britânicas partiram de Boston em direção a Lexington, para confiscar as armas da milícia americana da cidade. Porém, os colonos de Lexington souberam da invasão iminente. Os colonos americanos tomaram em armas, e esperaram pelas tropas britânicas em Concord. As tropas britânicas, tomadas de supresa, foram derrotadas. A Revolução Americana de 1776 havia começado.
Líderes e representantes das Treze Colônias juntaram-se no Segundo Congresso Continental em 10 de maio de 1775. Neste encontro, os oficiais iniciaram os preparativos para a guerra que viria a seguir. George Washington foi escolhido como líder das forças rebeldes americanas.
O Rei Jorge declarou oficialmente a rebelião das Treze Colônias em 23 de agosto, e avisou aos colonos americanos que terminassem imediatamente com esta rebelião, ou esperassem uma derrota esmagadora, caso decidissem lutar contra o Reino Unido. A população americana preferiu, em sua maioria, continuar com a luta a favor da independência, embora ao longo da guerra grupos conhecidos como Loyalists favorecessem a continuidade do domínio britânico nas Treze Colônias. Este grupo seria perseguido ao longo e após o fim da Revolução por grupos pró-independência, e a maioria fugiu das Treze Colônias, tendo partido para o Canadá ou para o Reino Unido. Uma crescente maioria da população americana favorecia o movimento pela independência para ver-se livre do controle britânico na região. Muitos colonos americanos indecisos foram convencidos a lutar pela independência graças ao panfleto Common Sense de Thomas Paine, onde Paine dizia que os colonos americanos ou aceitavam a tirania dos britânicos ou a liberdade através da proclamação da república e a luta pela independência.
Durante o inverno de 1775-1776, forças americanas tentaram capturar Quebec, tendo capturado com sucesso sua capital, a Cidade de Quebec. Porém, a população maioritariamente francófona do Quebec não interessou-se pelos ideais da Revolução Americana, e as tropas americanas foram obrigadas a recuar. Os britânicos, enquanto isto, concentraram tropas em Halifax, Nova Escócia. A invasão mal-sucedida do Quebec e a concentração de tropas no extremo nordeste da América do Norte foi o principal fator que evitou o Canadá de se juntar aos 13 estados americanos. Os americanos, porém, foram capazes de capturar um forte britânico em Ticonderoga, Nova Iorque, e também a transportar um canhão desde o oeste do Massachusetts até as imediações de Boston. A aparição do canhão em Dorchester Heights, a norte de Boston, levou os britânicos a recuarem de Boston em 17 de março de 1776.
Em 4 de julho de 1776, o Segundo Congresso Continental, ainda em realização em Filadélfia, declarou a independência dos Estados Unidos da América em um documento notável, a Declaração de Independência Americana, cujo autor principal foi Thomas Jefferson. O primeiro país a reconhecer a independência dos Estados Unidos após ter sido declarada oficialmente sua independência foi a Cidade-Estado de Ragusa.

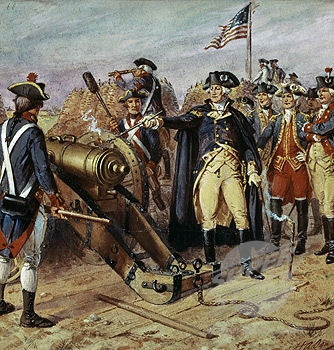
O cerco de Yorktown, em 1781, foi crucial para encerrar a guerra de independência com uma vitória americana.

Em agosto, a Marinha britânica transportou o exército britânico para a cidade de Nova Iorque, onde os britânicos logo conquistaram a cidade, apesar das tentativas de defesa da cidade, por parte de tropas comandadas por George Washington. Os britânicos ocuparam a cidade até o fim da guerra. Os britânicos logo desenvolveram um plano, conhecido posteriormente como a Campanha de Saratoga, onde forças britânicas movimentariam-se coordenadamente, partindo do Canadá e do Rio Hudson, para encontrar-se em Albany (Nova Iorque), assim, dividindo as colônias em dois, e separando a Nova Inglaterra das restantes colônias. Porém, falhas nas comunicações e no planejamento resultaram numa força britânica - comandada por John Burgoyne - partindo do Canadá, em direção ao sul. Estas forças acabaram se perdendo numa das florestas mais densas da América, ao norte de Albany. As forças de Burgoyne avançaram apenas alguns quilômetros durante todo o verão de 1777, e finalmente seria derrotado na Batalha de Saratoga, por um grupo muito maior de milícias, comandado por um pequeno grupo de soldados profissionais americanos. Enquanto isto, a segunda força britânica, cuja missão original era avançar ao longo do Rio Hudson para encontrar-se com Burgoyne, foi ao invés disto para Filadélfia, numa tentativa mal sucedida de capturar a capital americana.
A vitória americana em Saratoga fez com que a França se aliasse com os Estados Unidos. Com a entrada dos franceses na guerra, a Revolução Americana tornou-se parte de uma guerra mundial, e logo a Espanha e os Países Baixos - ambas potências navais europeias com interesse em diminuir o poderio britânico - também entrariam na guerra ao lado dos Estados Unidos. O Reino Unido voltou-se então para as colônias menos densamente populosas, onde o fervor à Revolução era supostamente menos intenso. Em 1781, um exército franco-americano, atuando com suporte da Marinha francesa, capturou um grande exército britânico, liderado por Charles Cornwallis, em Yorktown, Virgínia. A rendição de Cornwallis marca o fim dos esforços dos britânicos em tentar submeter as Treze Colônias novamente ao Império Britânico através de força militar. Os dois anos remanescentes da guerra foram marcados apenas por poucas e isoladas batalhas.
O Reino Unido decidiu aceitar o início de negociações para terminar efetivamente a guerra. Nestas negociações, os Estados Unidos foram representados por uma equipe liderada por Benjamin Franklin, e que incluía John Adams e John Jay. Os Estados Unidos ignoraram o seu acordo com os franceses para que ambos realizassem um Tratado conjunto, e em 3 de setembro, representantes dos Estados Unidos e do Reino Unido oficialmente assinaram o Tratado de Paris. O fato de que a França foi obrigada a buscar por um tratado à parte efetivamente acabou com as esperanças da França em tentar conseguir concessões do Reino Unido. O fato de que o Tratado de Paris fora realizado apenas entre os Estados Unidos e o Reino Unido privilegiou os americanos, que, segundo os termos do Tratado, anexavam um enorme território que se estendia ao sul dos Grandes Lagos até o norte da Flórida (então colônia espanhola), e a leste do rio Mississippi até o oeste dos Apalaches.